# USS Richard M. McCool, Jr. (LPD-29)
El USS Richard M. McCool, Jr. (LPD-29) es el 13.º buque de la clase San Antonio de la Armada de los Estados Unidos.

## Nombre
El nombre es un homenaje al capitán Richard M. McCool, Jr., combatiente del teatro de operaciones del Pacífico durante la Segunda Guerra Mundial.

## Construcción
Está bajo construcción en el Ingalls Shipbuilding de Misisipi. Fue botado el 11 de enero de 2022. Fue bautizado el 14 de junio del mismo año.

## Historial de servicio
Fue puesto en servicio el 7 de septiembre de 2024.